# Traveling Wilburys Vol. 3
Albums de Traveling Wilburys
Traveling Wilburys Vol. 1
(1988) The Traveling Wilburys Collection
(2007)
Traveling Wilburys Vol. 3 est le deuxième et dernier album des Traveling Wilburys. Il est sorti le 29 octobre 1990 et dédicacé à Lefty Wilbury, à savoir Roy Orbison, décédé peu après la sortie du premier album du groupe.

## Historique
Bien qu'il s'agisse de leur deuxième album, il fut malicieusement intitulé Vol. 3 par George Harrison. Selon Jeff Lynne, "C'était l'idée de George. Il a dit: 'Amenons la confusion parmi les gens'."
Comme la dynamique au sein du groupe avait changé avec la mort de Roy Orbison, les quatre membres restants ont tous adopté de nouveaux pseudonymes de Wilbury : Spike (George Harrison), Clayton (Jeff Lynne), Muddy (Tom Petty) et Boo (Bob Dylan). Avec Harrison et Lynne à nouveau en production, les sessions ont été entreprises au printemps 1990. Une chanson supplémentaire, une reprise de Nobody's Child (écrite par Cy Coben et Mel Foree, enregistrée pour la première fois par Hank Snow en 1949), a été enregistrée et sortie en juin 1990 en tant que single caritatif au profit de Romanian Angel Appeal d'Olivia Harrison, l'épouse de George. La chanson était également la pièce-titre d'un album de collecte de fonds multi-artistes compilé par les Harrison, Nobody's Child: Romanian Angel Appeal.
Sorti en octobre 1990, l'album a été moins bien accueilli que Vol. 1, mais a encore reçu une bonne mesure de succès. Aux États-Unis, She's My Baby (avec le guitariste invité Gary Moore) et Inside Out sont devenus des succès radiophoniques, affichant respectivement le numéro 2 de l'album et le numéro 16 de l'album. L'album culmine au numéro 14 au Royaume-Uni et au numéro 11 aux États-Unis, où il est certifié platine par la RIAA.
En comparant les deux albums des Traveling Wilburys, un critique du New York Times a écrit en novembre 1990: "Le groupe pop superstar reste proche des racines rock des années 50 et 60, s'inspirant du blues, du doo-wop, du rockabilly et de Buddy Holly. Mais leur deuxième album est plus rapide, plus farfelu, plus léger et plus méchant que le premier. " Rolling Stone a décrit le mélange des styles musicaux des quatre participants comme "apparemment sans effort", et a dit que l'album montrait qu'ils continuaient à apprécier leur collaboration. Dans les années qui ont suivi le Vol. 3, il y avait des spéculations sur de nouvelles sorties des Traveling Wilbury. Puisque Harrison était considéré comme le chef de facto du groupe, sa mort en novembre 2001 a mis fin à la possibilité de tout projet futur.
Lorsque l'accord de distribution de Harrison avec Warner Bros a expiré en 1995, la propriété de son catalogue Dark Horse Records et des deux albums de Wilburys est revenue à lui, et les albums sont épuisés. Le 12 juin 2007, Vol. 1 et Vol. 3 ont été réédités par Rhino Records sous le nom de The Traveling Wilburys Collection, accompagnés de chansons bonus et d'un DVD.

## Titres
Toutes les chansons sont créditées Traveling Wilburys.
1. She's My Baby – 3:14
2. Inside Out – 3:36
3. If You Belonged to Me – 3:13
4. The Devil's Been Busy – 3:18
5. 7 Deadly Sins – 3:18
6. Poor House – 3:17
7. Where Were You Last Night? – 3:03
8. Cool Dry Place – 3:37
9. New Blue Moon – 3:21
10. You Took My Breath Away – 3:18
11. Wilbury Twist – 2:56

## Musiciens

### Les Traveling Wilburys
- Clayton Wilbury (Jeff Lynne) : guitare acoustique, basse, claviers, chant
- Spike Wilbury (George Harrison) : guitares acoustique et électrique, mandoline, sitar, chant
- Boo Wilbury (Bob Dylan) : guitare acoustique, harmonica, chant
- Muddy Wilbury (Tom Petty) : guitare acoustique, basse, chant

### Musiciens supplémentaires
- Ken Wilbury (Gary Moore) : guitare solo sur She's My Baby
- Jim Horn : saxophones
- Jim Keltner : batterie, percussions
- Ray Cooper : percussions